# Obelignathus

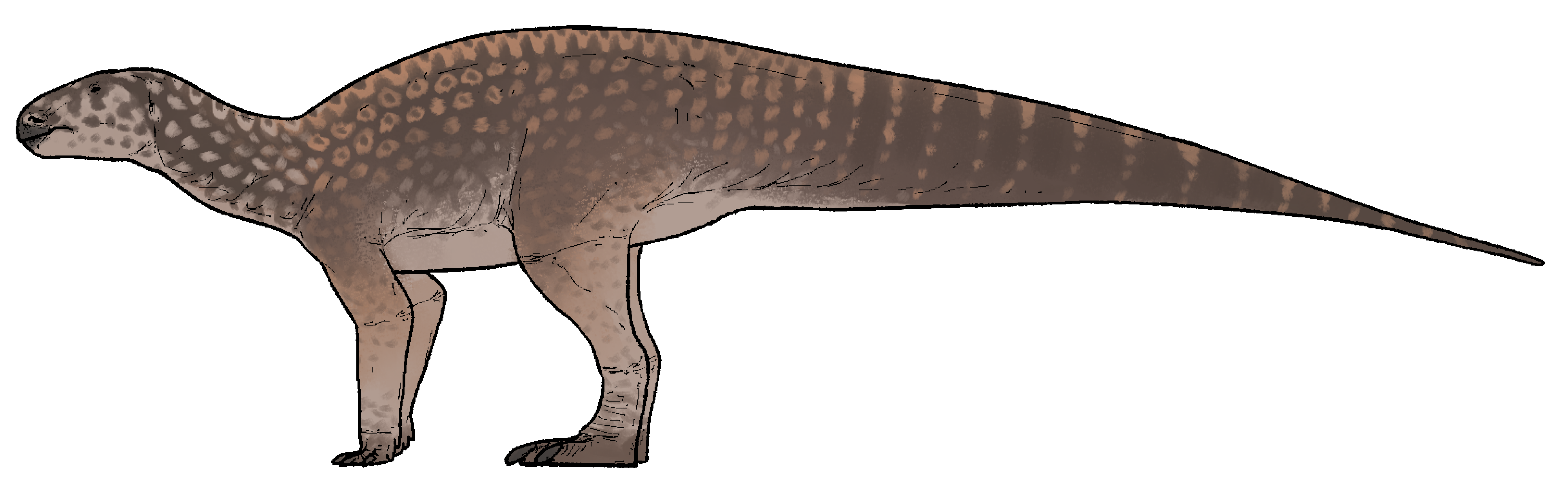
Obelignathus septimanicus

Obelignathus is een geslacht van plantenetende ornithischische dinosauriërs, behorende tot de Euornithopoda, dat tijdens het late Krijt leefde in het gebied van het huidige Frankrijk. De enige benoemde soort is Obelignathus septimanicus.

## Vondst en naamgeving
In 1990 werd bij Montouliers een onderkaak gevonden van een euornithopode. Deze werd in 1991 door Éric Buffetaut en Jean Le Loeuf benoemd als een Rhabdodon septimanicus. De soortaanduiding verwijst naar de landstreek Septimanië. Verschillende onderzoekers echter vonden dat deze soort een jonger synoniem was van de typesoort Rhabdodon priscus, een mogelijk geval van individuele variatie of seksuele dimorfie. Later werd echter de mening dominant dat in Frankrijk misschien wel vier soorten rhabdodontiden te vinden waren. Nieuw onderzoek van de onderkaak leverde een groot aantal onderscheidende kenmerken op. Hoewel het beperkte materiaal lastig fylogenetisch te analyseren is, bleek het na geavanceerde statistische analyses nooit nabij Rhabdodon priscus in de stamboom uit te vallen. Het leek gerechtvaardigd een apart geslacht te benoemen.

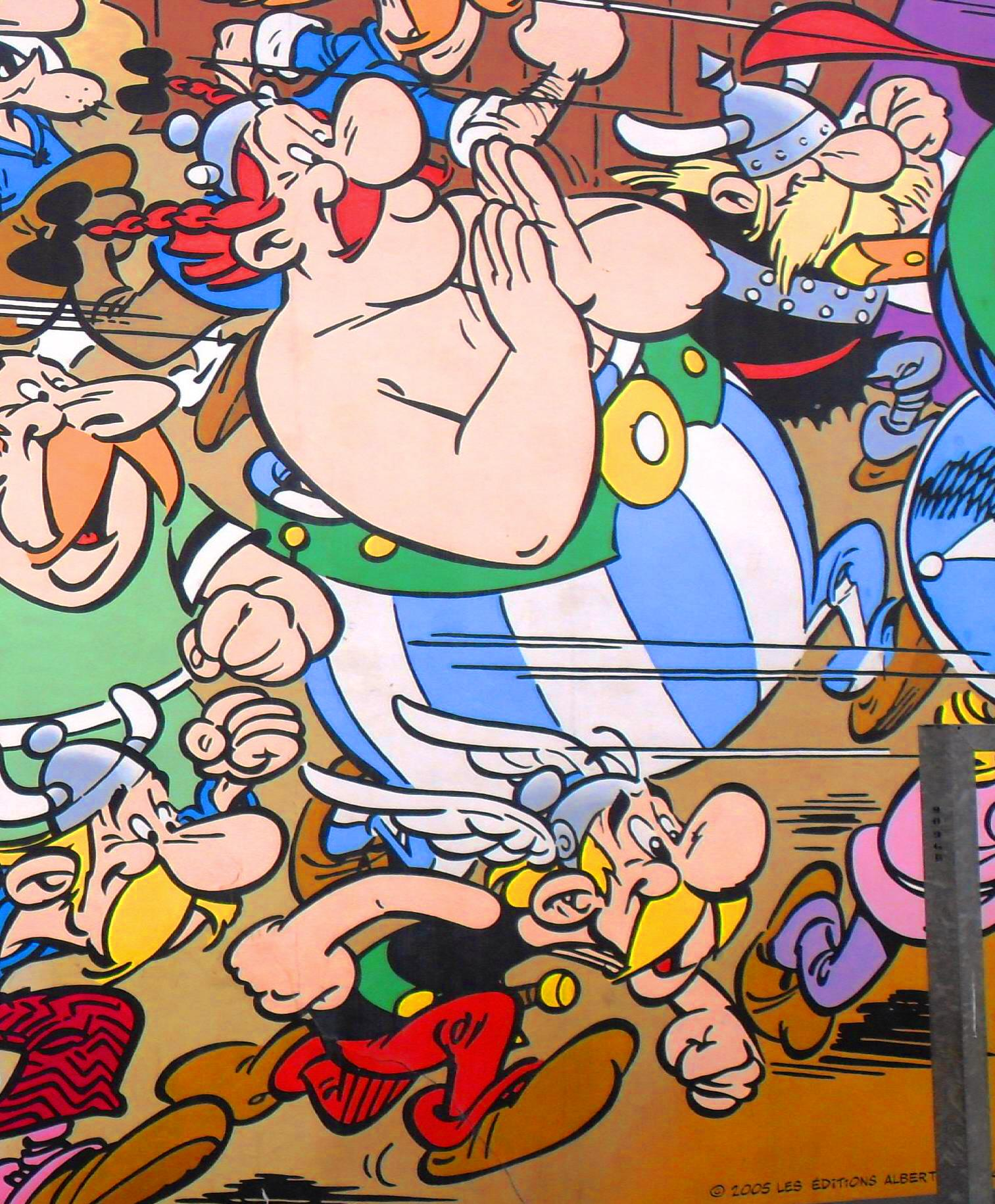
Obelix heeft een fors postuur

In 2025 werd de typesoort Obelignathus septimanicus benoemd en beschreven door Łukasz Czepiński en Daniel Madzia. De geslachtsnaam combineert een verwijzing naar de stripheld Obelix, op zich een verwijzing naar de robuuste bouw van de dinosauriër, met het Grieks γνάθος, gnathos, "kaak".

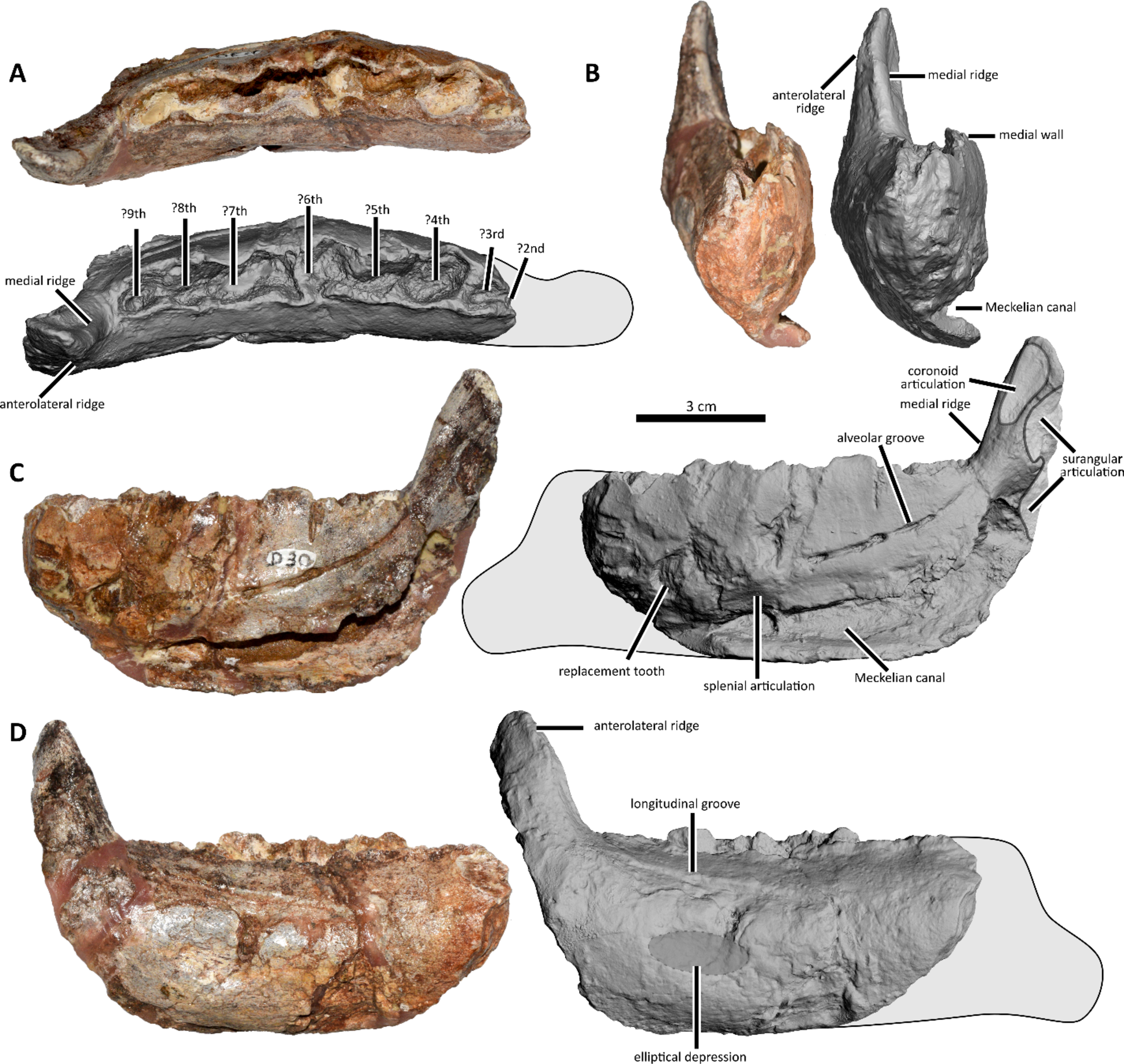
Het holotype

Het holotype, MDE D30, is gevonden in de Grès à Reptiles die dateert van de grens tussen en Campanien en het Maastrichtien, ongeveer zeventig miljoen jaar oud. Het bestaat uit een rechterdentarium waaraan het voorste deel ontbreekt. Het maakt deel uit van de collectie van het Musée des Dinosaures.
Een ander specimen, La Boucharde dentary 2 in 2010 aan Rhabdodon septimanicus toegewezen, heeft afgaande op fotografisch materiaal kenmerken die verenigbaar zijn met een behoren tot Obelignathus maar omdat het niet door Czepiński en Madzia persoonlijk bestudeerd kon worden wezen ze het niet toe. Een fossiel gevonden op de Quarante-vindplaats, specimen MC-CY_QR 1, kon ook al niet persoonlijk onderzocht worden maar leek reeds op het eerste gezicht van een ander taxon te zijn.

## Beschrijving

### Grootte
De onderkaak heeft een bewaarde lengte van 105,5 millimeter en een geschatte oorspronkelijke lengte van dertien à veertien centimeter. In combinatie met de algehele robuuste bouw kan dat wijzen op een lichaamslengte van rond de vijf meter maar dat is onzeker. De beschrijvers noemen Obelignathus middelgroot.

### Onderscheidende kenmerken

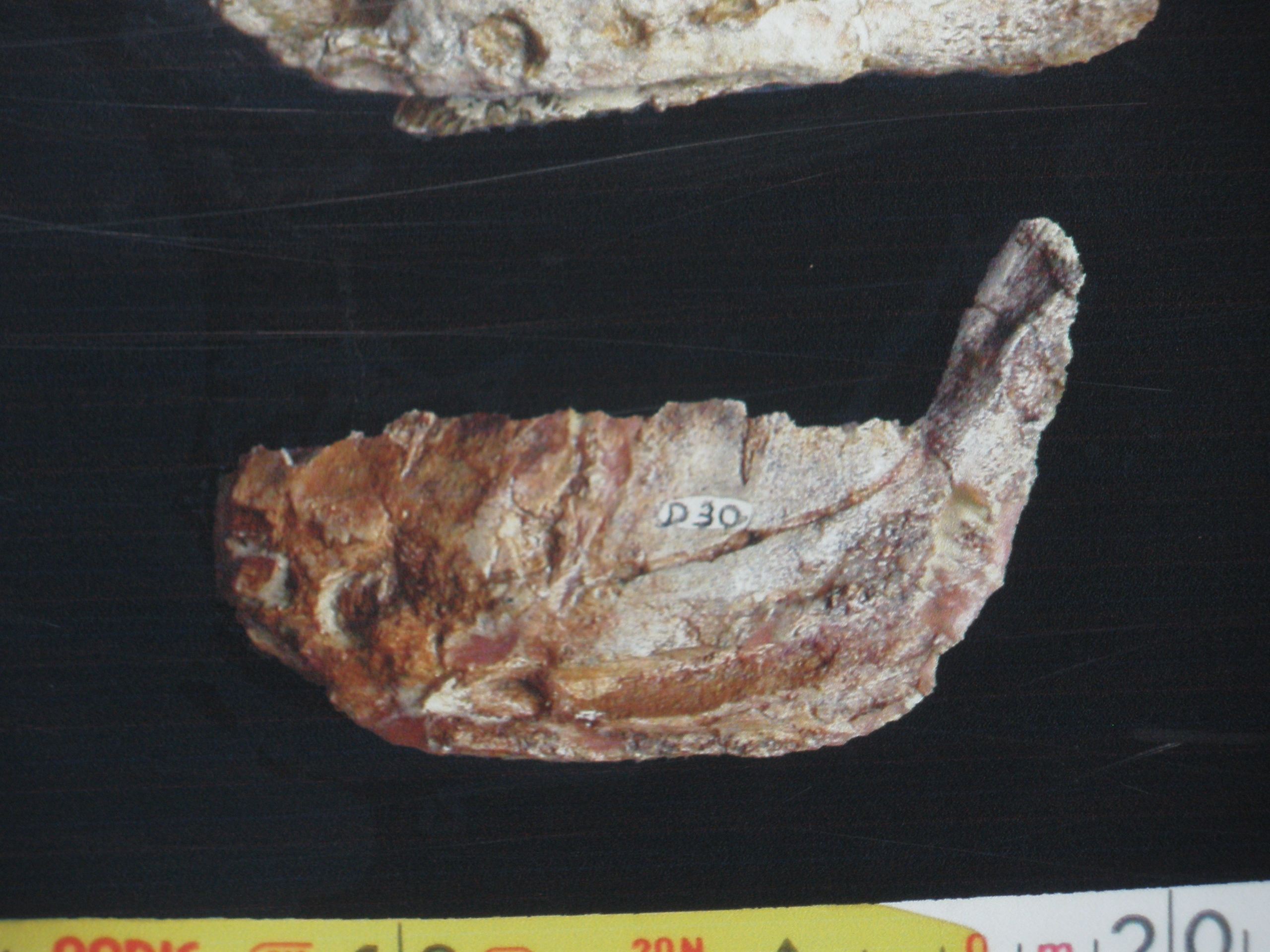
Het holotype in het museum

Er werden zes onderscheidende kenmerken aangegeven. Vier zijn autapomorfieën, unieke afgeleide eigenschappen. Het dentarium is robuust, horizontaal korter waarbij het hoofdlichaam driemaal langer is dan hoog, overdwars breder en verticaal hoger dan bij andere Rhabdodontomorpha wier dentaria ongeveer viermaal langer zijn dan hoog. Er is geen beenplateau aan de buitenzijde van de tandrij. Het coronoïde uitsteeksel in naar buiten en achteren gedraaid zodat de buitenzijde meer naar achteren gericht is en de bovenzijde meer naar voren. De trog van de fossa Meckeliana is overdwars diep en verticaal hoog, een hoogte bereikend gelijk aan de helft van de binnenwand van het dentarium onder de groeve van de tandkassen — bij andere Rhabdontomorpha bedraagt de verticale hoogte maar een derde van de binnenwand.
Twee andere kenmerken zijn op zich niet uniek maar wel in combinatie. Er is geen horizontale kam aan de buitenste achterkant door de zwak ontwikkelde voorste buitenrichel van het coronoïde uitsteeksel. Het coronoïde uitsteeksel ligt direct achter de tandrij wat resulteert in een contact met het surangulare dat in het verlengde ligt van de tandrij en niet naar buiten verplaatst is zoals bij andere Rhabdodontomorpha.

### Skelet
Van boven bezien is de kaak sterk bol aan de binnenzijde en wat hol aan de buitenzijde. In 1991 werd dat nog als een onderscheidend kenmerk gezien maar sindsdien zijn er meer kaken gevonden uit Quarante en la Boucharde met die eigenschap. Andere overeenkomst met die kaken zijn het ontbreken van het beenplateau aan de buitenzijde en de sterke kromming van de tandrij in bovenaanzicht. De breedte overdwars van de kaak is vrijwel constant over de volle lengte terwijl dat bij verwanten nogal wisselt. Het coronoïde uitsteeksel is maar licht naar achteren gericht. De bovenste helft van het uitsteeksel is diep gegroefd. Het is gesuggereerd dat de groeven dienden als aanhechting voor de Musculus pseudotemporalis, maar in 2025 werd geconcludeerd dat deze zone bedekt was door het coronoïde als een apart botelement. Er is echter wel een groefde zone voor de Musculus adductor mandibulae externus profundus. In de achterste onderzijde bevindt zich een enorme fossa Meckeliana die een diepe inham vormt in de binnenste zijkant.
Er liggen minstens acht en vermoedelijk negen tandposities in de kaak. Het afgebroken stuk aan de voorzijde lijkt te klein om nog een extra tand geherbergd te hebben.

## Fylogenie

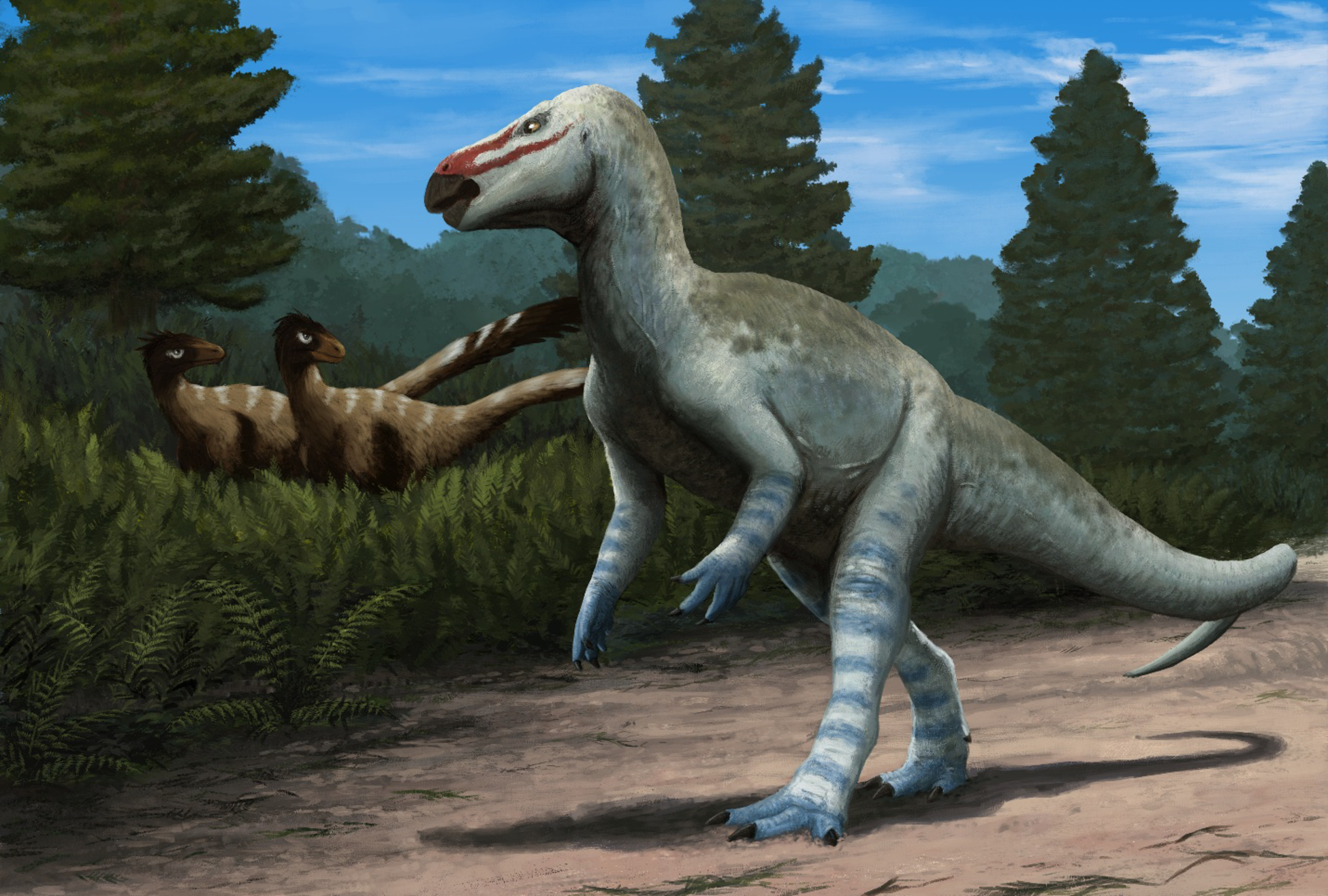
Een reconstructie in het beschrijvende artikel

Obelignathus werd in de Rhabdodontomorpha geplaatst in een zeer basale positie. De beschrijvers wezen er echter op dat de resten erg beperkt zijn en achtten het waarschijnlijk dat mogelijke toekomstige vondsten een meer afgeleide positie zullen tonen.
Het volgende kladogram toont de positie in de evolutionaire stamboom volgens het beschrijvende artikel.
|  | Iani                                                                           |
|  |                                                                                |
|  | \| \| Tenontosaurus tilletti \| \| \| \| \| \| Tenontosaurus dossi \| \| \| \| |
|  |                                                                                |
|  | Tenontosaurus tilletti                                                         |
|  |                                                                                |
|  | Tenontosaurus dossi                                                            |
|  |                                                                                |

|  | Tenontosaurus tilletti |
|  |                        |
|  | Tenontosaurus dossi    |
|  |                        |

|  | Iani                                                                           |
|  |                                                                                |
|  | \| \| Tenontosaurus tilletti \| \| \| \| \| \| Tenontosaurus dossi \| \| \| \| |
|  |                                                                                |
|  | Tenontosaurus tilletti                                                         |
|  |                                                                                |
|  | Tenontosaurus dossi                                                            |
|  |                                                                                |

|  | Tenontosaurus tilletti |
|  |                        |
|  | Tenontosaurus dossi    |
|  |                        |

|  | Mochlodon vorosi |
|  |                  |
|  | Mochlodon suessi |
|  |                  |

|  | Zalmoxes shqiperorum |
|  |                      |
|  | Zalmoxes robustus    |
|  |                      |
|  | Pareisactus          |
|  |                      |
|  | Matheronodon         |
|  |                      |

|  | Mochlodon vorosi |
|  |                  |
|  | Mochlodon suessi |
|  |                  |

|  | Zalmoxes shqiperorum |
|  |                      |
|  | Zalmoxes robustus    |
|  |                      |
|  | Pareisactus          |
|  |                      |
|  | Matheronodon         |
|  |                      |

|  | Iani                                                                           |
|  |                                                                                |
|  | \| \| Tenontosaurus tilletti \| \| \| \| \| \| Tenontosaurus dossi \| \| \| \| |
|  |                                                                                |
|  | Tenontosaurus tilletti                                                         |
|  |                                                                                |
|  | Tenontosaurus dossi                                                            |
|  |                                                                                |

|  | Tenontosaurus tilletti |
|  |                        |
|  | Tenontosaurus dossi    |
|  |                        |

|  | Iani                                                                           |
|  |                                                                                |
|  | \| \| Tenontosaurus tilletti \| \| \| \| \| \| Tenontosaurus dossi \| \| \| \| |
|  |                                                                                |
|  | Tenontosaurus tilletti                                                         |
|  |                                                                                |
|  | Tenontosaurus dossi                                                            |
|  |                                                                                |

|  | Tenontosaurus tilletti |
|  |                        |
|  | Tenontosaurus dossi    |
|  |                        |

|  | Mochlodon vorosi |
|  |                  |
|  | Mochlodon suessi |
|  |                  |

|  | Zalmoxes shqiperorum |
|  |                      |
|  | Zalmoxes robustus    |
|  |                      |
|  | Pareisactus          |
|  |                      |
|  | Matheronodon         |
|  |                      |

|  | Mochlodon vorosi |
|  |                  |
|  | Mochlodon suessi |
|  |                  |

|  | Zalmoxes shqiperorum |
|  |                      |
|  | Zalmoxes robustus    |
|  |                      |
|  | Pareisactus          |
|  |                      |
|  | Matheronodon         |
|  |                      |

|  | Iani                                                                           |
|  |                                                                                |
|  | \| \| Tenontosaurus tilletti \| \| \| \| \| \| Tenontosaurus dossi \| \| \| \| |
|  |                                                                                |
|  | Tenontosaurus tilletti                                                         |
|  |                                                                                |
|  | Tenontosaurus dossi                                                            |
|  |                                                                                |

|  | Tenontosaurus tilletti |
|  |                        |
|  | Tenontosaurus dossi    |
|  |                        |

|  | Iani                                                                           |
|  |                                                                                |
|  | \| \| Tenontosaurus tilletti \| \| \| \| \| \| Tenontosaurus dossi \| \| \| \| |
|  |                                                                                |
|  | Tenontosaurus tilletti                                                         |
|  |                                                                                |
|  | Tenontosaurus dossi                                                            |
|  |                                                                                |

|  | Tenontosaurus tilletti |
|  |                        |
|  | Tenontosaurus dossi    |
|  |                        |

|  | Mochlodon vorosi |
|  |                  |
|  | Mochlodon suessi |
|  |                  |

|  | Zalmoxes shqiperorum |
|  |                      |
|  | Zalmoxes robustus    |
|  |                      |
|  | Pareisactus          |
|  |                      |
|  | Matheronodon         |
|  |                      |

|  | Mochlodon vorosi |
|  |                  |
|  | Mochlodon suessi |
|  |                  |

|  | Zalmoxes shqiperorum |
|  |                      |
|  | Zalmoxes robustus    |
|  |                      |
|  | Pareisactus          |
|  |                      |
|  | Matheronodon         |
|  |                      |

|  | Iani                                                                           |
|  |                                                                                |
|  | \| \| Tenontosaurus tilletti \| \| \| \| \| \| Tenontosaurus dossi \| \| \| \| |
|  |                                                                                |
|  | Tenontosaurus tilletti                                                         |
|  |                                                                                |
|  | Tenontosaurus dossi                                                            |
|  |                                                                                |

|  | Tenontosaurus tilletti |
|  |                        |
|  | Tenontosaurus dossi    |
|  |                        |

|  | Iani                                                                           |
|  |                                                                                |
|  | \| \| Tenontosaurus tilletti \| \| \| \| \| \| Tenontosaurus dossi \| \| \| \| |
|  |                                                                                |
|  | Tenontosaurus tilletti                                                         |
|  |                                                                                |
|  | Tenontosaurus dossi                                                            |
|  |                                                                                |

|  | Tenontosaurus tilletti |
|  |                        |
|  | Tenontosaurus dossi    |
|  |                        |

|  | Mochlodon vorosi |
|  |                  |
|  | Mochlodon suessi |
|  |                  |

|  | Zalmoxes shqiperorum |
|  |                      |
|  | Zalmoxes robustus    |
|  |                      |
|  | Pareisactus          |
|  |                      |
|  | Matheronodon         |
|  |                      |

|  | Mochlodon vorosi |
|  |                  |
|  | Mochlodon suessi |
|  |                  |

|  | Zalmoxes shqiperorum |
|  |                      |
|  | Zalmoxes robustus    |
|  |                      |
|  | Pareisactus          |
|  |                      |
|  | Matheronodon         |
|  |                      |

## Levenswijze
Obelignathus is een planteneter. De relatief korte kaken, het gedraaide coronoïde uitsteeksel en het beperkte zijdelingse beenplateau zijn aanwijzingen dat de mechanica van de onderkaken fundamenteel anders was. Het is echter onzeker in welk opzicht dan. De beschrijvers kondigden een vervolgstudie aan waarin een bestudering van de slijtage van de tanden hierover opheldering moet verschaffen.